# Harry Williamson
Harry Webb Williamson (* 11. Juli 1913 in High Point, North Carolina; † 8. April 2000 in Charlotte, North Carolina) war ein US-amerikanischer Leichtathlet. Der Mittelstreckenläufer bevorzugte Rennen über eine Meile, war aber auch als 800-Meter-Läufer aktiv.
Harry Williamson war Mitglied der North Carolina Tar Heels, der Mannschaft der University of North Carolina at Chapel Hill. 1934 wurde er Meister der Southern Conference über 880 Yards und einer Meile. Bei den nationalen College-Meisterschaften der NCAA wurde er Vierter im Meilenlauf. Im darauffolgenden Jahr belegte er Platz 2, wobei er die gleiche Zeit wie der Sieger Archie San Romani lief (4:19,1 min). Einem Artikel in der The Pittsburgh Press vom 5. Januar 1935 zufolge galt Williamson als Hoffnungsträger für die kommenden Olympischen Spiele in Berlin im 1500-Meter-Lauf.
Bei den Olympiaausscheidungen für Berlin, die in New York stattfanden, meldete Williamson nur für den 800-Meter-Lauf. Er konnte sich als Dritter hinter John Woodruff und Charles Hornbostel qualifizieren. In Berlin gewann Williamson sowohl seinen Vorlauf als auch seinen Halbfinallauf. Im Finale erreichte er hingegen nur Platz 6. Er lag fast sieben Sekunden hinter dem Sieger Woodruff.
Nach den Olympischen Spielen gelang es Williamson, zwei Weltrekorde in Staffelrennen aufzustellen. 1936 lief er in einer 4-mal-880-Yards-Staffel zusammen mit Olympiasieger Woodruff und Hornbostel sowie Bob Young gegen eine britische Mannschaft. Die US-Staffel gewann das Rennen in einer neuen Weltrekordzeit. In einer Staffelmannschaft der Stanford University erzielte er 1940 einen Weltrekord über 4 × 440 Yards.
Harry Williamsons Bestzeit über die Meile lag bei 4:15,3 min, die er 1934 erzielte. Über 800 m schaffte er eine Zeit von 1:51,2 min (1936).